# رورکلا استیل
رورکلا استیل (انگلیسی: Rourkela Steel) شرکت فولاد هندی است، که در سال ۱۹۵۹ تأسیس شد.